# Pamela Blake
Pour les articles homonymes, voir Blake.
Pamela Blake, née Adele Pearce (Oakland, Californie, 6 août 1915 – Las Vegas, Nevada, 6 octobre 2009) est une actrice américaine qui a joué dans plus de 50 films. Elle est surtout connue pour ses rôles dans des serials et films westerns.

## Biographie

### Enfance
Pamela Blake est née à Oakland, en Californie sous le nom d'Adele Pearce, nom sous lequel elle joua jusqu'en 1942. À la suite de la mort de sa mère quand elle eut 3 ans, elle partit vivre chez un oncle et une tante à Petaluma, en Californie. Elle se rendit à Hollywood à l'âge de 17 ans après avoir gagné un concours de beauté.

### Carrière
La carrière de Pamela Blake dura un peu plus de 15 ans, durant laquelle elle joua essentiellement dans des séries B. Son premier rôle dans un film fut non crédité, une petite apparition dans le film de 1934 Eight Girls on a Boat. Cependant, elle joua en 1938 dans le western The Utah Trail aux côtés de Tex Ritter. Elle a également joué face à John Wayne dans Le Bandit du Wyoming (Wyoming Outlaw) de 1939.
Au total, elle eut des rôles dans près de 54 films, ainsi qu'un certain nombre de rôles principaux dans des séries télévisées. Vers la fin de sa carrière, elle avait essentiellement joué dans des films du genre western et dans des séries comme The Range Rider. Son dernier rôle fut dans le film The Adventures of the Texas Kid: Border Ambush de 1954.

### Vie privée
En 1935, Pamela Blake fut blessée dans un accident de voiture qui aurait pu mettre fin à son futur d'actrice. Une intervention de chirurgie plastique lui a permis de continuer son choix de carrière.
Elle se maria à trois reprises. En 1936 avec l'acteur Malcolm "Bud" Taggert. Ils divorcèrent en 1940. Son second mariage, en 1943, fut avec l'acteur et producteur Mike Stokey (en). Ils finirent par divorcer en 1948. Ils ont eu un fils qui, après avoir servi dans la 1re division des Marines durant la guerre du Viêt Nam, travailla comme conseiller technique militaire dans l'industrie du cinéma, et une fille.
En 1953, Pamela Blake s'installe à Las Vegas dans le Nevada pour prendre sa retraite et élever ses deux enfants. Elle épousa John Canavan, un sergent-chef de l'Air Force en 1983. Elle meurt de cause naturelle à Las Vegas en octobre 2009, à l'âge de 94 ans.

## Filmographie partielle

### Cinéma
- 1934 : 8 Girls in a Boat de Richard Wallace : écolière (non créditée)
- 1936 : Tourbillon blanc (One in a Million) de Sidney Lanfield : danseuse (non créditée)
- 1936 : Pension d'artistes (Stage Door) de Gregory La Cava : actrice (non créditée)
- 1938 : The Utah Trail d'Albert Herman : Sally Jeffers
- 1939 : Sorority House de John Farrow : Merle Scott
- 1939 : Le Bandit du Wyoming (Wyoming Outlaw) de George Sherman : Irene Parker
- 1940 : Millionaire Playboy de Leslie Goodwins : Eleanor
- 1940 : À l'assaut des cieux (Men Against the Sky) de Leslie Goodwins : infirmière (non créditée)
- 1941 : Joies matrimoniales (Mr. & Mrs. Smith) d'Alfred Hitchcock : Lily
- 1942 : Tueur à gages (This Gun for Hire) de Frank Tuttle : Annie
- 1943 : L'Amour travesti (Slightly Dangerous) de Wesley Ruggles : Mitzi
- 1943 : Swing Fever de Tim Whelan : Lois
- 1943 : The Unknown Guest de Kurt Neumann
- 1945 : Three's a Crowd de Lesley Selander : Diane Whipple
- 1945 : Why Girls Leave Home de William Berke : Diana Leslie
- 1946 : Live Wires de Phil Karlson : Mary Mahoney
- 1946 : Cœur de gosses (Rolling Home) de William Berke : Pamela Crawford
- 1946 : Mysterious Intruder de William Castle : Elora Lund
- 1947 : The Sea Hound de Walter B. Eason : Ann Whitney
- 1948 : Stage Struck de William Nigh : Janet Winters
- 1948 : Highway 13 de William Berke : Doris Lacy
- 1949 : Le Fantôme de Zorro (Ghost of Zorro) de Fred C. Brannon : Rita White
- 1950 : Joe Palooka Meets Humphrey de Jean Yarbrough : Anne Howe Palooka
- 1950 : Border Rangers de William Berke : Ellen Reed
- 1954 : The Adventures of the Texas Kid: Border Ambush de Robert Emmett Tansey : Betty Johnson

### Télévision
- 1950 : The Cisco Kid (3 épisodes)
- 1951 : Boston Blackie (1 épisode)
- 1951 : Front Page Detective (1 épisode)
- 1952 : The Range Rider (3 épisodes)